# Danny Watts
Danny Watts, född den 31 december 1979 i Aylesbury, Storbritannien, är en brittisk racerförare.

## Racingkarriär
Watts inledde sin formelbilskarriär i formel Palmer Audi, innan han 2001 blev trea i brittiska Formel Renault. Han vann sedermera mästerskapet 2002. 2003 graduerade Watts till formel 3, där han körde det brittiska mästerskapet. Han slutade på en sammanlagd femteplats det första året, men 2004 renderade ett steg tillbaka och en sjätteplats. Efter ett mellanår 2005 utan någon fulltidskörning körde Watts brittiska Porsche Carrera Cup 2006. Han slutade på en sammanlagd tredjeplats, och efter ett år i sportvagnar körde Watts hela Porsche Supercup 2008, där han sluatde på en niondeplats. Samma år gjorde han sin debut för A1 Team Great Britain i A1GP, och tog två pallplaceringar i sin debut i Chengdu.